# Westamerikanische Lärche

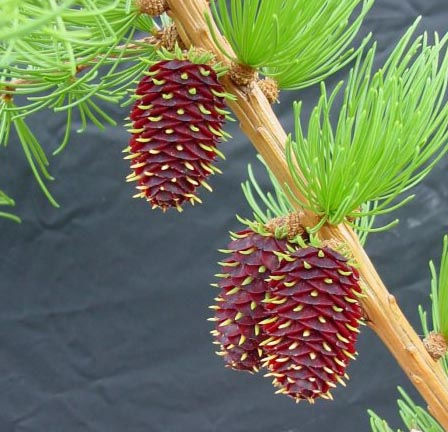
Junge Zapfen und Nadeln.

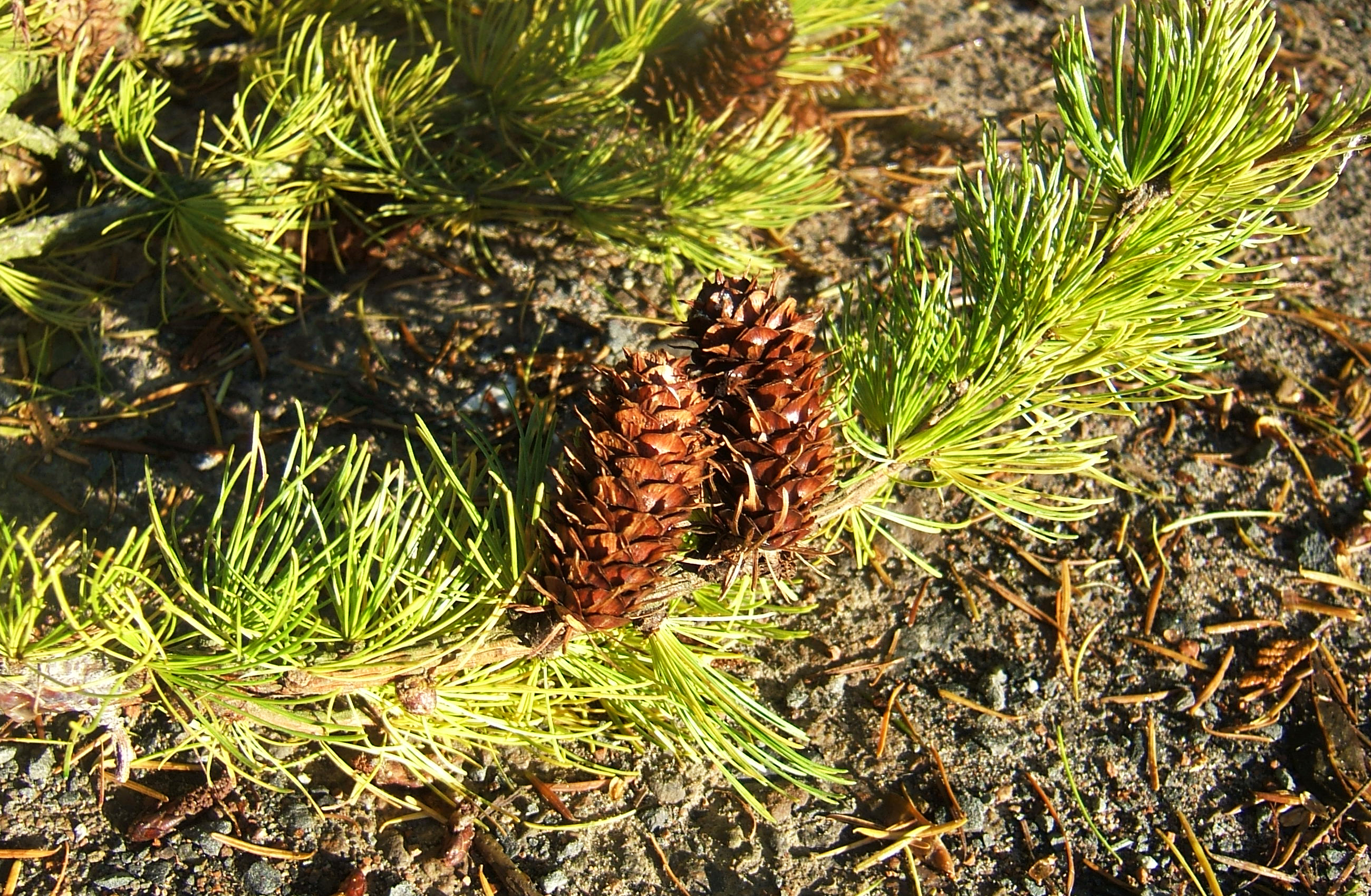
Zweig mit reifen Zapfen im Herbst.

Die Westamerikanische Lärche (Larix occidentalis) ist eine Pflanzenart aus der Gattung der Lärchen (Larix) in der Familie der Kieferngewächse (Pinaceae). Diese im westlichen Nordamerika heimische Lärchenart ist die größte aller Lärchenarten; sie stellt an ihren Naturstandorten einen wichtigen Holzlieferanten dar.

## Beschreibung

### Habitus und Wuchs
Die Westamerikanische Lärche ist ein sommergrüner Baum; der in seiner Heimat Wuchshöhen von etwa 60 Metern bei Stammdurchmessern von bis zu 1,5 Meter erreicht. In Mitteleuropa wird sie dagegen meist nur 25 Meter hoch. Die Baumkrone ist in der Jugend schmal kegelförmig, im Alter breiter werdend. In Forstpflanzungen wird der größte Teil des Stammes astrein, was den Wert des Nutzholzes steigert. Während die Hauptäste waagrecht bis leicht aufwärts gerichtet stehen, sind die Seitenzweige oft hängend.
Umfassende Erkenntnisse über das Wurzelsystem liegen nicht vor. Jedoch kann die Pfahlwurzel in lockeren Böden Tiefen von mehr als 2 Metern erreichen. In eher lichten Beständen reichen die Lateralwurzeln oft 6 Meter und mehr über die Kronentraufe hinaus.
In den ersten zehn Lebensjahren ist die Westamerikanischen Lärche die schnellstwüchsige aller in den Nördlichen Rocky Mountains vorkommenden Nadelbaumarten.

### Rinde und Blätter
Die purpurgraue Borke des Stammes bildet tiefe und weite Risse; die stehenbleibenden Streifen sind schuppig gerandet. Mit ihrer sehr dicken Borke und  Erneuerungsknospen, die nach einem Brand zerstörte Organe ersetzen können, schützt sich der Baum vor Schäden durch Waldbrände. An älteren Bäumen wird die Rinde bis 15 cm dick.
Die Rinde der dicken Zweige ist hell orangebraun. Die Rinde junger Zweige ist zunächst noch behaart, verliert die Behaarung jedoch bereits im Verlauf des ersten Jahres fast völlig.
Die Knospen sind dunkelbraun. Die dünnen nadelförmigen Blätter sind 3 bis 5 cm lang und beiderseits hell grasgrün. Sie sind etwa 0,6 bis 0,8 mm breit und stehen zu 15 bis 30 in rosettenförmigen Büscheln. Im Herbst färben sich die Nadeln hellgelb, bevor sie abfallen.

### Zapfen und Samen, Genetik
Die Westamerikanische Lärche ist einhäusig getrenntgeschlechtig (monözisch), trägt also männliche und weibliche Zapfen am gleichen Baum. Der Pollen misst 71 bis 84 µm im Durchmesser. Die weiblichen Zapfen sind eiförmig bis zylindrisch; sie sind purpurfarben und 2 bis 4 cm lang. Der einzelne Zapfen trägt etwa 40 bis 80 Zapfenschuppen, die im Sommer gelb- bis orangefarben sind. Die Zapfenschuppen sind lang vorragend mit abstehenden oder zurückgeschlagenen Spitzen. Zur Reifezeit im Herbst und im frühen Winter verfärben sich die Zapfen braun und entlassen etwa 75 bis 80 Samen, wovon die Hälfte nicht voll entwickelt sind.
Die abgestorbenen Zapfen bleiben oft noch jahrelang am Baum hängen und sind dann dunkelgrau. Bereits in einem Alter von nur acht Jahren setzt eine spärliche Samenproduktion ein; ab einem Alter von etwa 25 Jahren kommen alle drei bis sechs Jahre Vollmasten vor.
Die rotbraunen Samen sind etwa 3 mm groß, zusammen mit dem Flügel sind sie knapp 1 cm lang. Die Tausendkornmasse beträgt etwa 2,7 g. Wie bei allen Lärchen erfolgt die Verbreitung der geflügelten Samen durch den Wind (Anemochorie); Weiten von bis zu 250 m können so erreicht werden. Winterkälte bzw. Stratifikation erhöhen die Keimrate deutlich.
Die Samen der Westamerikanischen Lärche keimen epigäisch. An den Naturstandorten findet die Keimung zur Zeit der Schneeschmelze (Ende April bis Anfang Juni) statt, meist 1 bis 2 Wochen früher als bei wichtigen konkurrierenden Baumarten. Der Sämling erreicht im ersten Jahr eine Höhe von etwa 5 Zentimetern.
Die Chromosomenzahl der Westamerikanischen Lärche beträgt 2n = 24.

## Verbreitung und Standort

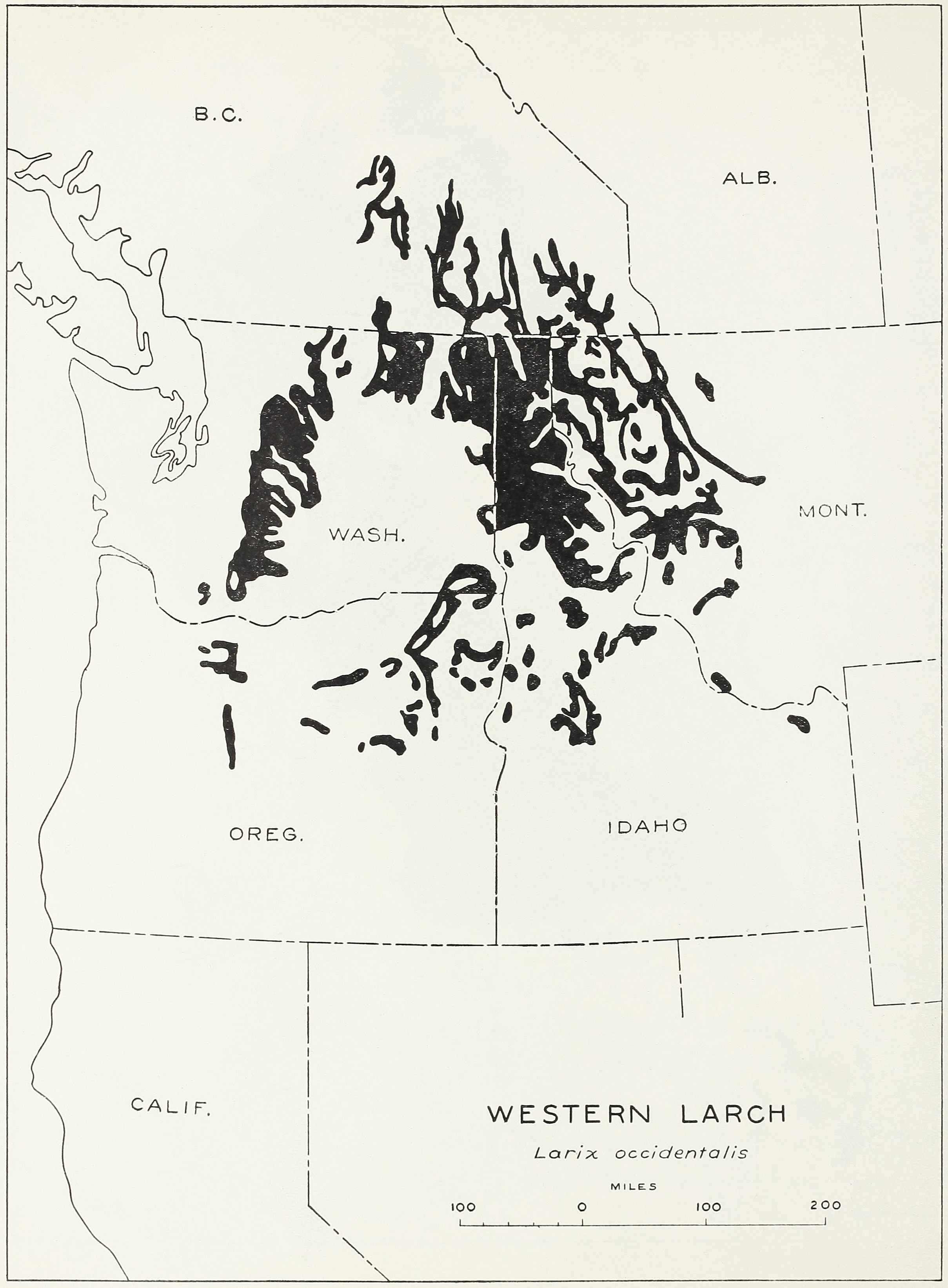
Verbreitungsgebiet (1938)

Die Westamerikanische Lärche ist nahe der Westküste Nordamerikas im kanadischen British Columbia sowie in den US-Bundesstaaten Oregon, Washington, Idaho und Montana heimisch. Sie wächst dort in Höhenlagen von 500 bis 2200 m. Besonders zahlreich sind die Vorkommen im östlichen Kaskadengebirge in Washington sowie in den Blue Mountains (Washington und Oregon).
In Mitteleuropa ist sie sehr selten gepflanzt und wohl nur in größeren Sammlungen zu finden.
Die Westamerikanische Lärche ist winterhart und verträgt Kälte bis etwa −50 °C. Sie bevorzugt feuchte, aber nicht staunasse Böden, gedeiht aber auch auf trockeneren Standorten. Sie ist extrem lichtbedürftig; jede Lichtkonkurrenz ist schädlich. Natürliche Verjüngung erfolgt eben aus diesem Grund nicht im Schatten.

## Entdeckung und Taxonomie
Aus europäischer Sicht wurde die Westamerikanische Lärche erstmals von Meriwether Lewis und William Clark auf ihrer von 1803 bis 1806 dauernden Expedition durch das westliche Nordamerika, der Lewis-und-Clark-Expedition, entdeckt. Lewis und Clark beschrieben die von ihnen entdeckte Lärche 1806, sahen sie jedoch noch nicht als eigene Art an. Erst der englische Botaniker Thomas Nuttall stufte sie 1849 als eigene Art Larix occidentalis ein und ist damit der Autor der heute gültigen Erstbeschreibung.

## Nutzung
Das Holz der Westamerikanischen Lärche ist hart und witterungsbeständig. Es ist relativ geradfaserig mit einem strohfarbenen Splint und einem kastanienbraunen Farbkern. Das Holz ist nur wenig spröde, lässt sich leicht spalten und hat eine ölige wirkende Oberfläche. Die Rohdichte von frischem Holz beträgt etwa 0,5 g/cm³. In Nordamerika ist es ein begehrtes Holz für den Bau von Yachten; daneben wird es unter anderem als Bauholz, für Eisenbahnschwellen und Zäune, aber auch als Brennholz verwendet.
Das Harz des Baumes härtet an der Luft und ist zuckerhaltig; einheimische Indianer haben es wie Kaugummi verwendet. Heute wird aus dem Baumharz „venezianisches Terpentin“ gewonnen.

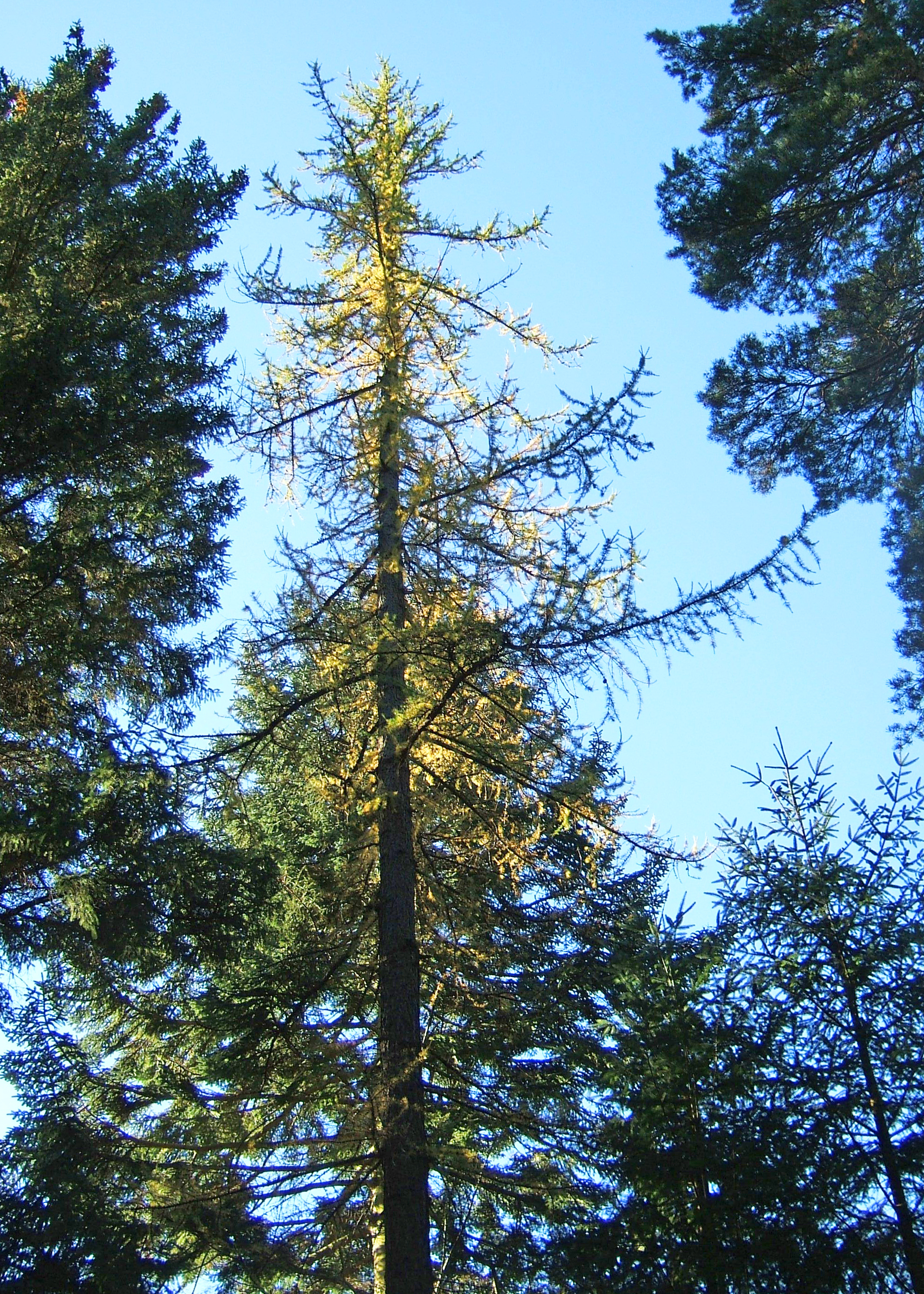
Das vermutlich größte Exemplar in Großbritannien misst 33 Meter.

## Größte Exemplare
Das höchste stehende Exemplar mit einer Höhe von 58,5 m und einem Stammdurchmesser von 1,38 m (Stand 2000) steht im Umatilla National Forest in Oregon. Das Exemplar mit dem größten Stammvolumen von 83 m³ ist der Seeley Lake Giant im Lolo National Forest (Nähe Paxton Camp) in Montana; dieser Baum ist 49,4 m hoch bei einem Stammdurchmesser von 2,21 m.
Das älteste Exemplar soll gemäß einer Baumringzählung an einem Baumstumpf nahe Cranbrook in British Columbia gestanden und ein Alter von 920 Jahren aufgewiesen haben.
Das vermutlich größte aller in Großbritannien gepflanzten Exemplare steht in Kyloe Woods, Northumberland und hat bislang eine Wuchshöhe von 33 Metern erreicht.

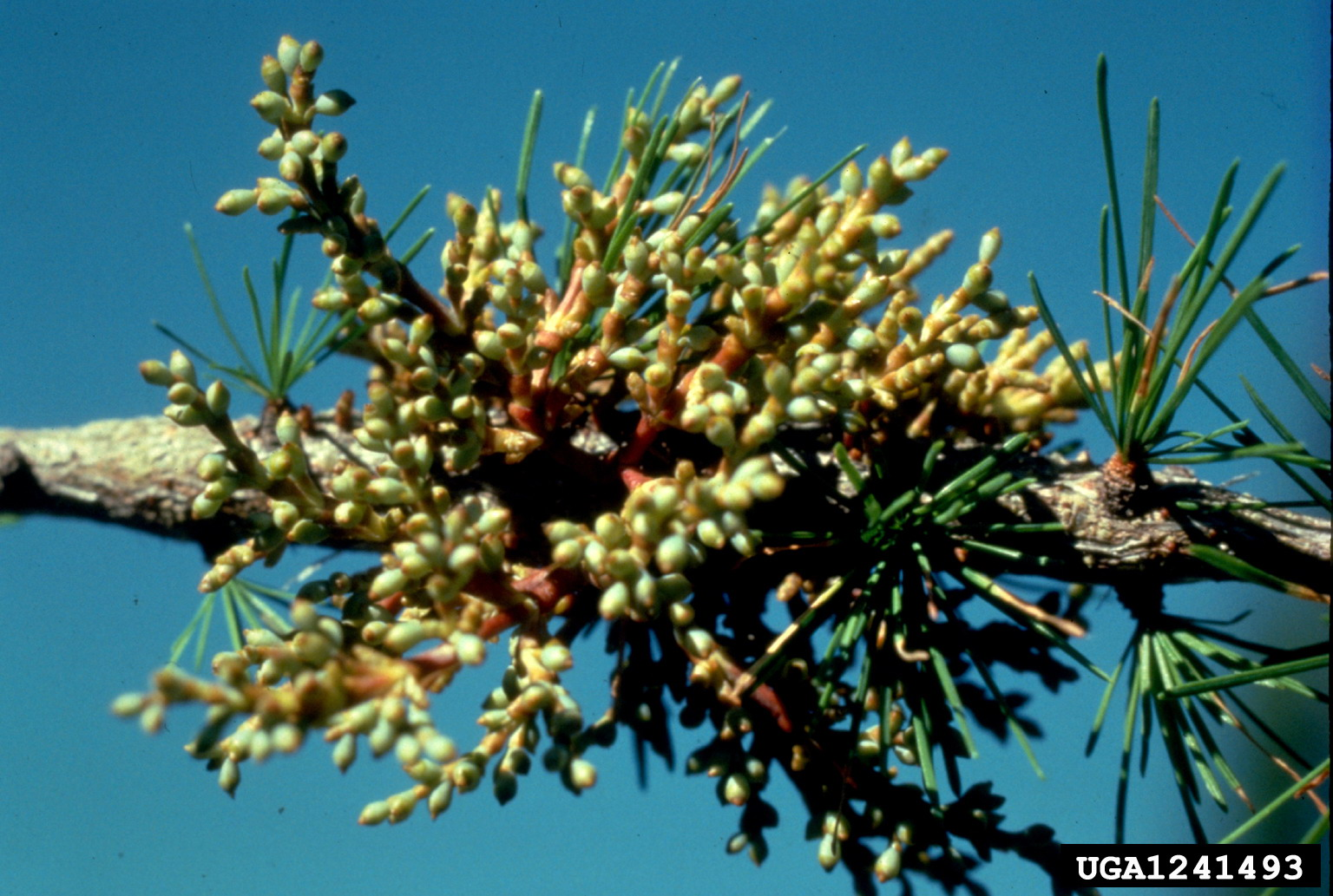
Arceuthobium laricis

## Krankheiten und Schädlinge
Der aus forstwirtschaftlicher Sicht schädlichste Baumschmarotzer auf der Westamerikanischen Lärche ist die parasitische Pflanze Arceuthobium laricis (englisch „Larch dwarf mistletoe“) aus der Gattung Zwergmisteln (Arceuthobium) in der Familie der Sandelholzgewächse, eine relativ nahe Verwandte der Misteln. Sie kann bereits junge Bäume im Alter von 3 bis 7 Jahren befallen und schädigt diese unter anderem durch Abtöten der Baumspitze, aber auch durch die Begünstigung des Eintritts anderer Baumkrankheiten und Insekten. Die Früchte dieser Baumschmarotzerart werden mit hoher Geschwindigkeit ausgeworfen und können dadurch bis zu 14 Meter weit weg vom befallenen Baum landen. Dieser Parasit kommt in etwa 80 % der natürlichen Bestände vor. Folge ist unter anderem ein erheblicher Zuwachsrückgang sowie Hexenbesen.
Bedeutende Baumkrankheiten der Westamerikanischen Lärche sind der vorzeitige Nadelabwurf, verursacht durch die Pilzarten Hypodermella laricis und durch Fomitopsis officinalis, einen Vertreter aus der Familie der Baumschwammverwandten (Fomitopsidaceae). Ein weiterer schädlicher Pilz ist der Kiefernfeuerschwamm (Phellinus pini) aus der Ordnung der Borstenscheiblingsartigen (Hymenochaetales), im Englischen „red ring rot“ genannt. Es gibt noch weitere Pilzarten wie Encoeliopsis laricina, die den Baum befallen, diese verursachen jedoch forstwirtschaftlich viel weniger Schäden.
Die aus Europa eingeschleppte Lärchenminiermotte (Coleophora laricella), die die jungen Blätter frisst, ist ein problematischer Schädling geworden. Sie wurde in den Nördlichen Rocky Mountains 1957 erstmals beobachtet und hat sich mittlerweile über praktisch alle Lärchenwälder verbreitet. Einheimische und eingeführte Parasiten halten die Lärchenminiermotte einigermaßen in Schach; der Blattfraß reduziert das Baumwachstum, verursacht aber eine nur geringe Mortalitätsrate unter den Bäumen. Auch die Schmetterlingsart Choristoneura freemani aus der Familie der Wickler (Tortricidae) ist ein bedeutender Schädling. Sie richtet hohen Schaden an, da oft der Leittrieb stark geschädigt wird.
Weitere Insekten, die die Westamerikanische Lärche schädigen, sind die Pristiphora erichsonii aus der Familie der Echten Blattwespen (Tenthredinidae) sowie Zeiraphera improbana, eine weitere Schmetterlingsart aus der Familie der Wickler (Tortricidae). Diese beiden Arten treten sporadisch auf und können dann hohen Schaden anrichten. Zu den weiteren, aber weniger gefährlichen Schädlingen zählen Anoplonyx occidens (englisch „western larch sawfly“), Anoplonyx laricivorus (englisch „two-lined larch sawfly“) sowie Semiothisa sexmaculata incolorata, ein Vertreter der Familie der Spanner (Geometridae).
Borkenkäfer zählen zu den weniger bedeutenden Schädlingen der Westamerikanischen Lärche. Bisweilen attackiert Dendroctonus pseudotsugae geschwächte Bäume. Auch die Buchdruckerart Ips plastographus, die Splintkäferart Scolytus laricis und die Schmetterlingsart Nepytia canosaria aus der Familie der Spanner schädigen den Baum.

## Ökologie
Die Samen der Westamerikanischen Lärche sind eine begehrte Futterquelle für Vogelarten wie den Fichtenzeisig (Carduelis pinus), den Birkenzeisig (Carduelis flammea) und den Bindenkreuzschnabel (Loxia leucoptera).
Die ausgesprochen dicke Rinde bietet dem ausgewachsenen Baum einen guten Schutz vor Waldbränden. Die Westamerikanische Lärche ist als ausgewachsener Baum die gegenüber Waldbränden widerstandsfähigste Art der Nördlichen Rocky Mountains. Die Samen der Westamerikanischen Lärche sind nach Waldbränden besonders keimfreudig.
Die Westamerikanische Lärche hybridisiert bisweilen mit der Felsengebirgslärche (Larix lyallii).